# Colégio Ressureição Nossa Senhora

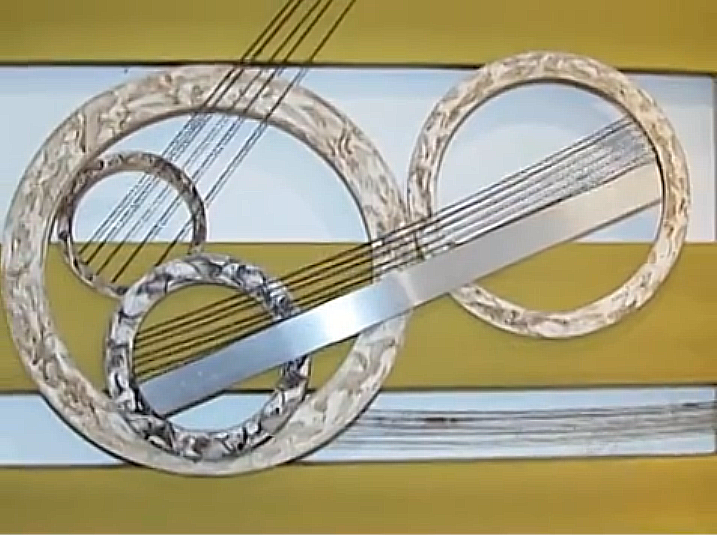
Parede comemorativa de 80 anos do colégio.

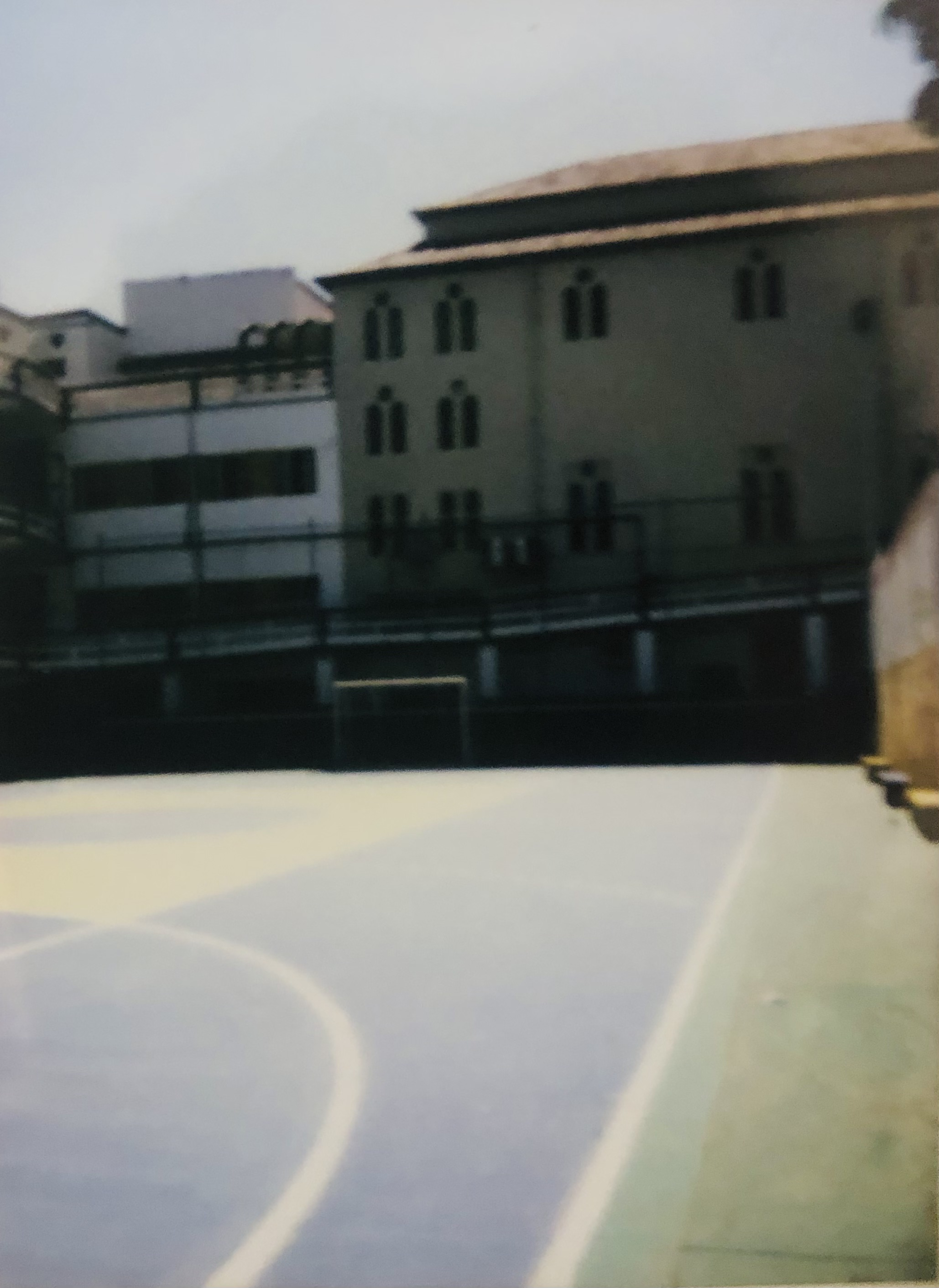
Quadra de Futsal

O Colégio Ressurreição Nossa Senhora, Colégio Ressurreição ou simplesmente Colégio Ressu é um colégio particular de Uberlândia. O colégio completou 80 anos em fevereiro de 2013.

## História

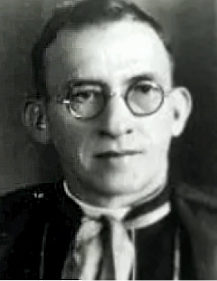
Frei Luiz Maria de Santana

Com o nome de "Colégio Nossa Senhora das Lágrimas", começou a funcionar em 1932. Começou quando Frei Luiz Maria de Santana, o bispo de uma diocese, solicitou que as Irmãs Missionárias de Jesus Crucificado se mudassem para Uberlândia, quando estavam em Campinas. Com três cursos, foi inaugurado em 11 de fevereiro de 1932. Os cursos eram: educação infantil, ensino fundamental e aulas de adaptação, pois não havia escolas nas cidades vizinhas. Em 2005, outra congregação, as Irmãs da Congregação de Nossa Senhora Ressurreição, de Catanduva, passaram a dirigir a escola, que passou a ter o nome que tem hoje.

## Infraestrutura
O colégio conta com um prédio de 3 andares para o Ensino infantil, Ensino fundamental e ensino médio, tendo aproximadamente 500 alunos e é um dos colégios da mantenedora APER, além de ter uma paróquia dentro do colégio (Paróquia Nossa Senhora das Dores)

## Outros colégios
| Nome do Colégio                           | Cidade                | Estado         |
| ----------------------------------------- | --------------------- | -------------- |
| Colégio Ressurreição São Paulo            | São Paulo             | São Paulo      |
| Colégio R. Nossa Senhora do Calvário      | Catanduva             | São Paulo      |
| Colégio Ressurreição Tijuca               | Rio de Janeiro        | Rio de Janeiro |
| Colégio Ressurreição Recreio              | Rio de Janeiro        | Rio de Janeiro |
| Colégio Ressurreição Catanduva            | Catanduva             | São Paulo      |
| Colégio Ressurreição Ribeirão Preto       | Ribeirão Preto        | São Paulo      |
| Colégio Ressurreição Rio Preto            | Catanduva             | São Paulo      |
| Colégio Ressurreição Ortega Josué         | Catanduva             | São Paulo      |
| Colégio Ressurreição São Vicente de Paulo | São José do Rio Preto | São Paulo      |
| Colégio Ressurreição Pedra Azul           | Pedra Azul            | Minas Gerais   |
| Colégio Ressurreição Santa Maria          | Assis                 | São Paulo      |